# 山登志浩
山 登志浩（やま としひろ、1979年12月30日 - ）は、日本の政治家。立憲民主党所属の衆議院議員（1期）。江南市議会議員（4期）、社会民主党常任幹事を歴任。

## 来歴
愛知県江南市生まれ、江南市育ち。江南市立古知野西小学校、江南市立西部中学校、愛知県立丹羽高等学校、立命館大学法学部法学科を経て立命館大学大学院社会学研究科修士課程修了。
2007年4月22日執行の江南市議会議員選挙に立候補し、初当選。
2014年2月、社会民主党全国連合常任幹事（広報・青年担当）に就任。
2014年12月14日執行の第47回衆議院議員総選挙に、社民党公認で比例東海ブロックから立候補するも落選。
2015年4月26日執行の江南市議会議員選挙に立候補し、当選して市議に復帰。2019年の市議選でも再選し、江南市議を通算4期務める。
2020年2月、社民党常任幹事を退任。同年11月、父方の祖父母が射水市出身という縁もあり、又市征治前社民党党首の勧誘により次期衆院選富山1区に立候補する意向を固め、市議を辞職し富山市に移住。
2021年3月に立憲民主党に合流。立憲民主党はすでに次期衆院選富山1区には旧国民民主党出身の西尾政英の擁立を決めていたことから、山は翌年の第26回参議院議員通常選挙富山県選挙区に擁立することが決まった（同年の衆院選で西尾は落選）。
2022年7月10日執行の第26回参議院議員通常選挙では、自由民主党現職の野上浩太郎に敗れ落選。
2023年6月6日、立憲民主党は次期衆院選富山1区に山を擁立すると発表。
2024年10月27日執行の第50回衆議院議員総選挙に、立憲民主党公認で富山1区から重複立候補。選挙区では自民党前職の田畑裕明に738票差という僅差で敗れたが、比例区で復活当選を果たした。

## 選挙歴
| 当落 | 選挙                     | 執行日         | 年齢 | 選挙区           | 政党       | 得票数    | 得票率 | 定数 | 得票順位 /候補者数 | 政党内比例順位 /政党当選者数 |
| ---- | ------------------------ | -------------- | ---- | ---------------- | ---------- | --------- | ------ | ---- | ------------------ | ---------------------------- |
| 当   | 2007年江南市議会議員選挙 | 2007年4月22日  | 27   | ーー             | 社会民主党 | 2045票    | ーー   | 24   | 4/29               | /                            |
| 当   | 2011年江南市議会議員選挙 | 2011年4月24日  | 31   | ーー             | 社会民主党 | 3034票    | ーー   | 22   | 1/25               | /                            |
| 落   | 第47回衆議院議員総選挙   | 2014年12月14日 | 34   | 比例東海ブロック | 社会民主党 | ーー票    | ーー   | 11   | /                  | 1/0                          |
| 当   | 2015年江南市議会議員選挙 | 2015年4月26日  | 35   | ーー             | 社会民主党 | 2638票    | ーー   | 22   | 1/27               | /                            |
| 当   | 2019年江南市議会議員選挙 | 2019年4月21日  | 39   | ーー             | 社会民主党 | 1902票    | ーー   | 22   | 2/28               | /                            |
| 落   | 第26回参議院議員通常選挙 | 2022年07月10日 | 42   | 富山県選挙区     | 立憲民主党 | 4万735票  | 9.25%  | 1    | 3/6                | /                            |
| 比当 | 第50回衆議院議員総選挙   | 2024年10月27日 | 44   | 富山県第1区      | 立憲民主党 | 4万5179票 | 34.52% | 1    | 2/5                | 1/3                          |